# Peter Härtling
Peter Härtling (ur. 13 listopada 1933 w Chemnitz, zm. 10 lipca 2017 w Rüsselsheim am Main) – niemiecki pisarz.

## Dzieła

### Wiersze
- poeme und songs, 1953
- Yamins Stationen, 1955
- In Zeilen zuhaus, 1957
- Unter den Brunnen, 1958
- Spielgeist Spiegelgeist, 1962
- Neue Gedichte, 1972
- Anreden, 1977
- Vorwarnung, 1983
- Die Mörsinger Pappel, 1987
- Ausgewählte Gedichte – 1953-1979, 1979
- Die Gedichte – 1953-1987, 1989
- Jürgen Brodwolf und Peter Härtling: Zwanzig Transparentblätter/Fünfzehn Gedichte, 1989
- Peter Härtling und Arnulf Rainer: Engel – gibt’s die?, 1992
- Das Land, das ich erdachte – Gedichte 1990-1993, 1993
- Horizonttheater, 1997
- Ein Balkon aus Papier, 2000
- kommen – gehen – bleiben, 2003
- Schattenwürfe – Gedichte 2005, 2005

### Powieści, opowiadania, proza
- Im Schein des Kometen. Die Geschichte einer Opposition, 1959
- Niembsch oder Der Stillstand, 1964
- Janek, 1966
- Das Familienfest oder Das Ende der Geschichte, 1969
- Ein Abend eine Nacht ein Morgen., 1971
- Zwettl, Nachprüfung einer Erinnerung, 1973
- Eine Frau, 1974
- Hölderlin, 1976
- Hubert oder Die Rückkehr nach Casablanca, 1978
- Nachgetragene Liebe, 1980
- Der wiederholte Unfall, 1980
- Die dreifache Maria, 1982
- Das Windrad, 1983
- Felix Guttmann, 1985
- Brief an meine Kinder, 1986
- Waiblingers Augen, 1987
- Die kleine Welle, 1987
- Der Wanderer, 1988
- Herzwand, 1990
- Brief an meine Kinder, 1991
- Schubert, 1992
- Bozena, 1994
- Schumanns Schatten, 1996
- Große, kleine Schwester, 1998
- Hoffmann oder Die vielfältige Liebe, 2001
- Leben lernen. Erinnerungen, 2003
- Die Lebenslinie. Eine Erfahrung, 2005

### Dramaty
- Gilles, 1970
- Melchinger Winterreise, 1998

### Książki dla dzieci
- ... und das ist die ganze Familie, Tagesläufe mit Kindern, Georg Bitter, 1970
- Das war der Hirbel, 1973
- Zum laut und leise Lesen, 1975
- Oma, Beltz & Gelberg, 1975
- Theo haut ab, 1977
- Ben liebt Anna, 1979
- Sofie macht Geschichten, [1980
- Alter John, 1981
- Jakob hinter der blauen Tür, 1983
- Krücke, 1987
- Geschichten für Kinder, 1988
- Fränze, 1989
- Peter Härtling für Kinder, 1989
- Mit Clara sind wir sechs. Von den Scheurers, die sich alle Mühe geben, eine Familie zu sein, 1991
- Fundevögel: Geschichten zum Wieder- und Wiederlesen, 1991
- Erzählbuch, 1992
- Lena auf dem Dach, 1993
- Jette, Erzählbuch. Geschichten, Gedichte, Texte, Proben, 1995
- Tante Tilli macht Theater, 1997
- Johann Wolfgang von Goethe: »Ich bin so guter Dinge«. Goethe für Kinder, wybór Petera Härtlinga, 1998
- Reise gegen den Wind, 2000]
- Romane für Kinder in drei Bänden., 2003

### Eseje, krytyki, przemowy, wywiady, wydania
- Palmström grüßt Anna Blume, Essay und Anthologie der Geister aus Poetia, Goverts, Stuttgart 1961
- Vergessene Bücher, Hinweise und Beispiele, Goverts, Stuttgart 1966
- Die Väter, Berichte und Geschichten, herausgegeben von Peter Hrtling, S. Fischer, Frankfurt am Main 1968
- Christian Friedrich Daniel Schubart, Strophe für die Freiheit, herausgegeben und eingeleitet von Peter Härtling, Deutsche Verlagsanstalt, Stuttgart 1976
- Mein Lesebuch, S. Fischer, Frankfurt am Main 1979
- Meine Lektüre, Literatur als Widerstand, herausgegeben von Klaus Siblewski, Luchterhand, Darmstadt und Neuwied 1981
- Du bist Orplid, mein Land! Texte von Eduard Mörike und Ludwig Bauer, herausgegeben von Peter Härtling, Luchterhand, Darmstadt und Neuwied 1982
- Literatur in der Demokratie. Für Walter Jens zum 60. Geburtstag, herausgegeben von Peter Härtling, Kindler, München 1983
- Der spanische Soldat oder Finden und Erfinden, Frankfurter Poetik-Vorlesungen, Luchterhand, Darmstadt und Neuwied 1984
- Und hören voneinander. Reden aus Zorn und Zuversicht, Radius, Stuttgart 1984
- Deutsche Gedichte des 19. Jahrhunderts, herausgegeben von Peter Härtling, Deutscher Bücherbund, Stuttgart und München 1984
- Geschichten für uns, ausgewählt von Peter Härtling, Luchterhand, Darmstadt und Neuwied 1984
- Friedrich Hölderlin, ausgewählt von Peter Härtling, Kiepenheuer & Witsch, Köln 1984
- Zueignung. Über Schriftsteller. Erinnerungen an Dichter und Bücher, Radius, Stuttgart 1985
- Auskunft für Leser, herausgegeben von Martin Lüdke, Luchterhand, Darmstadt 1988
- Die Erklärung, ausgezeichnete Kurzgeschichten, herausgegeben von Peter Härtling, Theodor Weißenborn, Rudolf Otto Wiener, Quell-Verlag, Stuttgart 1988
- Ein uneingelöstes Vermächtnis, Rede zur Eröffnung der Hermann-Kurz-Ausstellung, Reutlingen 1988, Schweier, Kirchheim/Teck 1988
- Wer vorausschreibt, hat zurückgedacht, Essays, herausgegeben von Klaus Siblewski, Luchterhand, Frankfurt am Main 1989
- Noten zur Musik, Radius, Stuttgart 1990
- Zwischen Untergang und Aufbruch. Aufsätze, Reden, Gespräche, zusammengestellt von Günther Drommer, Aufbau, Berlin und Weimar 1990
- Peter Härtling im Gespräch, herausgegeben von Klaus Siblewski, Luchterhand, Frankfurt am Main 1990
- Brüder und Schwestern. Tagebuch eines Synodalen. Mit der Rede UnserLand MeinerLand KeinerLand AllerLand, Radius, Stuttgart 1991
- Textspuren. Konkretes und Kritisches zur Kanzelrede, acht Bände, herausgegeben von Peter Härtling, Radius, Stuttgart 1990-1994
- Der Anspruch der Kinderliteratur, Jahresgabe 1991 des Freundeskreises des Instituts für Jugendbuchforschung, Johann Wolfgang Goethe-Universität Frankfurt am Main
- Ich war für all das zu müde, Briefe aus dem Exil, herausgegeben von Peter Härtling, Luchterhand, Hamburg; Zürich 1991
- Vom Altern, ein Vortrag, Förderverein Dr.-Wöhringer-Heim, Nürtingen 1992
- Gegenden, Orte – Hölderlins Landschaft, ein Festvortrag, Schwäbische Bank, Stuttgart 1993
- Das wandernde Wasser. Musik und Poesie der Romantik, Salzburger Vorlesungen 1994, Radius, Stuttgart 1994
- Die Gegend meines Vaters, in: Erlebte Geschichte, herausgegeben von Jürgen Pfeiffer und Gerhard Fichtner, Verlag Schwäbisches Tagblatt, Tübingen 1994
- Behalten Sie mich immer in freundlichem Andenken. Briefe von und an Friedrich Hölderlin, ausgewählt und herausgegeben von Peter Härtling. Kiepenheuer & Witsch, Köln 1994
- Hölderlin und Nürtingen, Schriften der Hölderlin-Gesellschaft, Band 19, herausgegeben von Peter Härtling und Gerhard Kurz, Metzler, Stuttgart und Weimar 1994
- Hörst du’s schlagen halber acht: Die Welt der Schule in Gedichten und Prosa, herausgegeben von Peter Härtling und Christoph Haacker, Radius, Stuttgart 1998
- Notenschrift. Wörter und Sätze zur Musik, Radius, Stuttgart 1998
- Reden und Essays zur Kinderliteratur, herausgegeben von Hans Joachim Gelberg, Beltz & Gelberg, Weinheim 2003